# Мамчій Станіслав Юрійович
Станісла́в Ю́рійович Мамчі́й (13 вересня 1983 — 13 липня 2016) — український гравець хокей на траві та військовик, солдат Збройних Сил України, учасник російсько-української війни.

## Життєпис
Народився 1983 року в місті Термез (Сурхандар'їнська область, Узбецька РСР). Закінчив чернівецьке ПТУ № 9, працював на Чернівецькому заводі № 70.
У часі війни — солдат 1 роти 122 окремого аеромобільного батальйону 81 ОАЕМБр.
Загинув в ніч на 13 липня 2016 року на блокпості поблизу м. Авдіївка під час мінометного обстрілу терористами, зазнав множинних мінно-вибухових поранень, несумісних з життям.
Похований на Алеї Слави Центрального кладовища в м. Чернівцях.
Без Станіслава лишились батьки та двоє братів (молодший брат також воював на фронті добровольцем).
13 квітня 2021 року, в районі населеного пункту Майорська, БПЛА противника перетнувши лінію розмежування, здійснили скидання гранат на позиції наших підрозділів, внаслідок чого рідний брат Станіслава — Олексій Мамчій отримав поранення, не сумісне з життям.

## Нагороди та вшанування
- Указом Президента України № 511/2016 від 19 листопада 2016 року «за особисту мужність і високий професіоналізм, виявлені у захисті державного суверенітету та територіальної цілісності України, вірність військовій присязі» — нагороджений орденом «За мужність» III ступеня (посмертно)[3].